# Ischnopteris miseliata
Ischnopteris miseliata là một loài bướm đêm trong họ Geometridae.